# Оуен (округ, Індіана)
Шаблон:StateAbbr_ 39°19′ пн. ш. 86°50′ зх. д. / 39.31° пн. ш. 86.84° зх. д.
Округ Оуен (англ. Owen County) — округ (графство) у штаті Індіана, США. Ідентифікатор округу 18119.

## Історія
Округ утворений 1818 року.

## Демографія
За даними перепису
2000 року
загальне населення округу становило 21786 осіб, усе сільське.
Серед мешканців округу чоловіків було 10837, а жінок — 10949. В окрузі було 8282 господарств, 6192 родин, які мешкали в 9853 будинках.
Середній розмір родини становив 3.
Віковий розподіл населення поданий у таблиці:
| Стать    | До 15 років | 15-21 | 22-29 | 30-39 | 40-49 | 50-65 | 65-85 | Понад 85 |
| -------- | ----------- | ----- | ----- | ----- | ----- | ----- | ----- | -------- |
| Чоловіки | 2375        | 1084  | 828   | 1665  | 1755  | 1848  | 1196  | 86       |
| Жінки    | 2360        | 948   | 921   | 1623  | 1759  | 1823  | 1291  | 224      |

## Суміжні округи
- Патнем — північ
- Морган — північний схід
- Монро — південний схід
- Ґрін — південь
- Клей — захід

## Виноски
1. ↑  U.S. Decennial Census. United States Census Bureau. Процитовано 10 липня 2014.
2. ↑  Historical Census Browser. University of Virginia Library. Архів оригіналу за 11 серпня 2012. Процитовано 10 липня 2014.
3. ↑  Population of Counties by Decennial Census: 1900 to 1990. United States Census Bureau. Процитовано 10 липня 2014.
4. ↑  Census 2000 PHC-T-4. Ranking Tables for Counties: 1990 and 2000 (PDF). United States Census Bureau. Процитовано 10 липня 2014.
5. ↑  Owen County QuickFacts. Бюро перепису населення США. Архів оригіналу за 7 червня 2011. Процитовано 25 вересня 2011.(англ.) Наведено за англійською вікіпедією.
6. ↑  American FactFinder. Бюро перепису населення США. Архів оригіналу за 26 лютого 2012. Процитовано 31 січня 2008.

| США | Це незавершена стаття з географії США. Ви можете допомогти проєкту, виправивши або дописавши її. |